# Ligier JS P217
La Ligier JS P217 è una vettura sport prototipo appartenente alla categoria LMP2 progettata dal costruttore francese Onroak Automotive e realizzata in collaborazione con l'azienda dell'ex pilota francese Guy Ligier.
La Ligier JS P217 è stata costruita seguendo i regolamenti FIA e ACO del 2017 per rientrare nella categoria LMP2 del Campionato mondiale Endurance. La vettura soddisfa anche i regolamenti per il campionato SportsCar WeatherTech dell'International Motor Sports Association (IMSA) nella classe Prototype. È impiegata sia in queste serie che nella European Le Mans Series e Asia Le Mans Series. Il prototipo ha fatto il suo debutto in gara alla e il suo debutto nella 24 Ore di Daytona 2017 e nel Campionato Endurance alla 6 Ore di Spa-Francorchamps.